# Latarnia morska Les Hanois
Latarnia morska Les Hanois – latarnia morska położona na wulkanicznych skałach około 2 kilometry na zachód od Guernsey. 
Latarnia została zbudowana na niebezpiecznych skałach wulkanicznych w miejscu zatonięcia wielu statków. Pierwsze żądania budowy latarni w tym miejscu były wysuwane do Trinity House już w 1816 roku. Budowę latarni na skale nazywanej Le Biseau będącą częścią rafy Les Hanois, rozpoczęto w 1860 roku, według projektu Jamesa Douglassa z Trinity House. Latarnia została wykonana w Castle Cornet z granitu z Kornwalii, zastosowano w niej technikę, która później stała się standardem dla innych budowanych na morzu latarni. Każdy z granitowych bloków o wadze 3-4 ton, został tak ukształtowany, żeby zazębiać się pionowo i poziomo ze swymi sąsiadami. Bloki granitu były transportowane barkami z przylądka Pleinmont Headland. 
W 1979 roku na jej szczycie zbudowano lądowisko helikopterów. Latarnia została w pełni zautomatyzowana w 1996 roku. Obecnie stacja jest monitorowana z Trinity House Operations & Planning Centre w Harwich. Pomimo wyłączania sygnałów mgłowych w wielu latarniach morskich, Guernsey Harbour Authority nie zdecydowały się na wyłączenie sygnału na Les Hanois.